# Republika Srpskas socialistparti

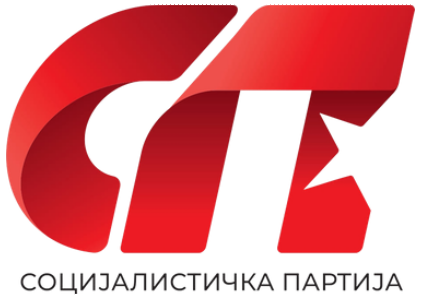

Republika Srpskas socialistparti (Socialisticka Partija Republike Srpske) är ett politiskt parti i Bosnien-Hercegovina, bestående av etniska serber.
Vid de allmänna valen, den 5 oktober 2002, fick partiet 1,9 procent av rösterna och 1 av de 4 platserna i Bosnien-Hercegovinas representanthus. I Republika Srpskas nationalförsamling har man 3 av 83 mandat.[när?]
Partiet har ett nära samarbete med det Serbiska socialistpartiet.